# Нордвик (бухта)
Но́рдвик — бухта у юго-западного берега моря Лаптевых, на восточной оконечности полуострова Таймыр. Открыта к северу, вдаётся в материк на 37 км. Ширина 39 км. Глубина до 6 м. Расположена в эстуарии Хатангского залива между полуостровами Хара-Тумус и Нордвик.
Название бухте дано участниками Ленско-Хатангского отряда Великой Северной экспедиции (1733—1743) в августе 1739 года. Отряд под командованием полярного исследователя X. П. Лаптева на дубель-шлюпке «Якутск» открыл бухту и дал ей имя Нордвик (Северный залив).
В 1930-е годы здесь было многолюдно — курсировали ледоколы, создавали Северный морской путь. В соседних Тикси и на Мысе Шмидта были построены аэропорты (Тикси), а посёлок Нордвик должен был вырасти в город.